# جاك باركر (لاعب كرة قدم أسترالية)
جاك باركر (بالإنجليزية: Jack Parker)‏ هو لاعب كرة قدم أسترالية أسترالي، ولد في 3 مايو 1931، وتوفي في 1 سبتمبر 2003.

## وصلات خارجية
- جاك باركر على موقع AustralianFootball.com (الإنجليزية)
- جاك باركر على موقع AFLtables.com (الإنجليزية)